# Blytheville

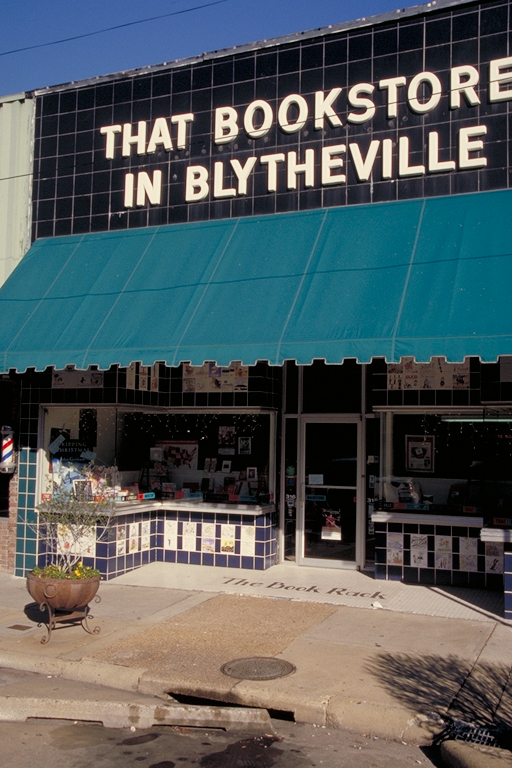
That Bookstore in Blytheville, een van John Grishams favoriete boekwinkels

Blytheville is een plaats (city) in de Amerikaanse staat Arkansas, en valt bestuurlijk gezien onder Mississippi County.

## Demografie
Bij de volkstelling in 2000 werd het aantal inwoners vastgesteld op 18 272.
In 2006 is het aantal inwoners door het United States Census Bureau geschat op 16 403, een daling van 1869 (-10,2%).

## Geografie
Volgens het United States Census Bureau beslaat de plaats een oppervlakte van
53,5 km², waarvan 53,3 km² land en 0,2 km² water. Blytheville ligt op ongeveer 72 m boven zeeniveau.

## Plaatsen in de nabije omgeving
De onderstaande figuur toont nabijgelegen plaatsen in een straal van 24 km rond Blytheville.